# Callitomis gigas
Callitomis gigas är en fjärilsart som beskrevs av Rothschild 1910. Callitomis gigas ingår i släktet Callitomis och familjen björnspinnare. Inga underarter finns listade i Catalogue of Life.